# Джуринська сільська рада (Шаргородський район)
| Джуринська сільська рада — орган місцевого самоврядування у Шаргородському районі Вінницької області з адміністративним центром у с. Джурин. Сільській раді підпорядковані населені пункти: - с. Джурин |

## Склад ради
Рада складається з 20 депутатів та голови.

## Керівний склад сільської ради
| ПІБ                          | Основні відомості                                                       | Дата обрання | Дата звільнення |
| ---------------------------- | ----------------------------------------------------------------------- | ------------ | --------------- |
| Яковишена Валентина Іванівна | Сільський голова, 23.01.1967 року народження                            |              |                 |
| Яковишена Валентина Іванівна | Сільський голова, 23.01.1967 року народження, освіта середня спеціальна |              |                 |

Примітка: таблиця складена за даними джерела 